# Condessa da Junqueira
Condessa da Junqueira é um título nobiliárquico português atribuído a D. Emília Angélica Monteiro de Sampaio, filha herdeira do 1° Barão e 1º Visconde da Junqueira José Dias Leite Sampaio e de sua mulher D. Emília Angélica Monteiro; o título de 1º Conde da Junqueira foi criado por D. Luís I de Portugal, por Decreto de 9 de Abril de 1874, em favor de José da Paz de Castro Seabra, por seu casamento com D. Emília Angélica Monteiro de Sampaio.